# SAS Grup
SAS Grup este o companie furnizoare de sisteme profesionale de telemetrie: localizarea și monitorizarea vehiculelor prin GPS din România și monitorizare flotă prin GPS auto.
SAS Grup face parte din grupul de firme AROBS, începând cu 2018.
Aplicația de monitorizare este cea mai rapidă de pe piața din România, emite rapoarte într-o secundă. 
Compania are clienți majori ca Ambient, Boromir, Ald Automotive. 
Compania este lider de piață în România. 
Număr de angajați în 2019: 36